# Perućica
 (janvier 2020).
Pour l’article homonyme, voir Perućica (Jezero).

La Perućica est le nom donné à une des rares forêts primaires d’Europe. Elle est localisée en Bosnie-Herzégovine près de la frontière du Monténégro. La forêt, qui fait environ 12,91 km2, est préservée au sein du parc national de Sutjeska. La forêt ne peut être visitée qu’en présence de gardes forestiers.
Le plus grand épicéa commun connu (63 mètres) est localisé dans cette forêt,